# Roger Matthews (Archäologe)

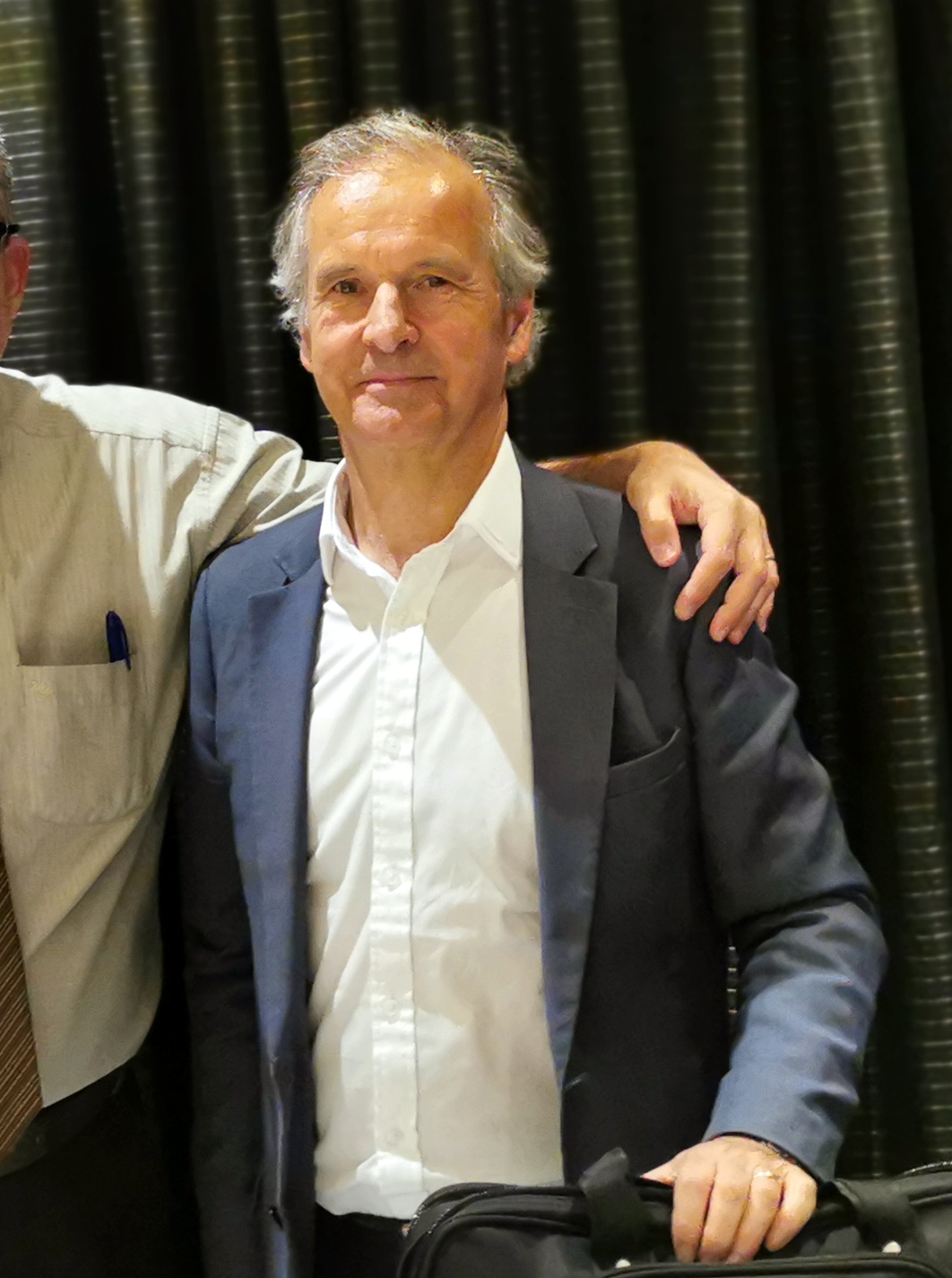
Roger Matthews, 2019

Roger John Matthews (* 21. August 1954 in Cardiff, Wales) ist ein britischer Vorderasiatischer Archäologe. Sein Forschungsschwerpunkt liegt hierbei auf der Ur- und Frühgeschichte Irans, Mesopotamiens und Anatoliens.

## Leben

### Studium und akademische Lehrtätigkeit
Roger Matthews promovierte 1989 an der University of Cambridge mit der Dissertation Clay sealings in early dynastic Mesopotamia: a functional and contextual approach.
Er war von 1988 bis 1995 Direktor der in London ansässigen British School of Archaeology in Iraq. Von 1996 bis 2001 war er Direktor des British Institute of Archaeology in Ankara. Danach war er von 2001 bis 2011 am UCL Institute of Archaeology des University College London tätig. Im Januar 2011 wechselte er an das Department of Archaeology der University of Reading, wo er als Professor für Vorderasiatische Archäologie lehrt.
Matthews ist Mitherausgeber der Fachzeitschrift Anatolian Studies. Er ist Fellow der Society of Antiquaries of London und seit 2021 gewähltes Mitglied der British Academy.

### Archäologische Feldforschung
Matthews forscht vor allem zur Ur- und Frühgeschichte Irans bzw. Persiens, Mesopotamiens und Anatoliens. Hierbei betrachtet er die frühe Entwicklung von Sesshaftigkeit und Landwirtschaft im Nahen Osten, besonders in Iran und im Irak, komplexe Gesellschaften und Reiche im Nahen Osten, sowie die Urbanisierung und die Entwicklung von Bürokratie und Handel in Mesopotamien und Iran. Sein weiteres Interesse gilt Techniken und archäologischen Forschungsansätzen im Bezug auf Ausgrabungen und Surveys sowie der Geschichte und der Philosophie der Disziplin Vorderasiatische Archäologie.
Innerhalb seiner Forschungsarbeit setzt er hierbei einen Schwerpunkt auf archäologische Feldforschung. Unter anderem beteiligte er sich an Ausgrabungen in Çatalhöyük in der Türkei, in Abū Ṣalābīḫ im Irak und in Tell Brak in Syrien. Des Weiteren leitete er Ausgrabungen in Dschemdet Nasr im Irak und einen Survey, Project Paphlagonia, im Norden der Zentraltürkei.
Seit 2007 leitet er zusammen mit seiner Frau, der Archäologin Wendy Matthews, das Central Zagros Archaeological Project in Iran.

## Veröffentlichungen (Auswahl)
- Cities, Seals and Writings: archaic seal impressions from Jemdet Nasr and Ur. (1993, Berlin: Gebr. Mann, ISBN 3-7861-1686-5)
- (Hrsg.): Ancient Anatolia: fifty years' work by the British Institute of Archaeology at Ankara (1998, London: British Institute of Archaeology at Ankara, ISBN 1-898249-11-3)
- The Early Prehistory of Mesopotamia: 500,000 to 4,500 BC (2000, Turnhout: Brepols, ISBN 2-503-50729-8)
- Secrets of the Dark Mound: Jemdet Nasr, 1926–1928 (2002, Warminster: Arys and Phillips for the British School of Archeology in Iraq, ISBN 0-85668-735-9)
- The Archaeology of Mesopotamia: theories and approaches. (2003, London: Routledge, ISBN 0-415-25317-9)
- (Hrsg.): Excavations at Tell Brak. Vol. 4, Exploring an upper Mesopotamian regional centre, 1994–1996 (2003, Cambridge: McDonald Institute for Archaeological Research, ISBN 1-902937-16-3)
- mit Claudia Glatz (Hrsg.): At Empire’s Edge: Project Paphlagonia. Regional Survey in North-Central Turkey (2009, British Institute of Archaeology at Ankara Monograph 44, ISBN 978-1-898249-23-8)
- mit Wendy Matthews, Yaghoub Mohammadifar (Hrsg.): The earliest neolithic of Iran: 2008 excavations at Sheikh-e Abad and Jani: Central Zagros Archaeological Project (2013, British Institute of Persian Studies and Oxbow Books, Oxford, ISBN 978-1-78297-223-5)
- mit Hassan Fazeli Nashli (Hrsg.): The Neolithisation of Iran: the formation of new societies. (2013, British Association for Near Eastern Archaeology and Oxbow Books, Oxford, ISBN 978-1-78297-190-0)